# 虚辞
虚辞（きょじ；英語: Syntactic expletive）とは英語の"it"など、文の中に用いられる、それ自体は意味のない語の総称である。
文法的に正しい文を作るのに必要な文法的虚辞と、文法的には不要であるが話者の気持ちを表現するなどの目的で用いられる修辞的虚辞に分けられる。以下のような例がある。

## 文法的虚辞

### 非人称主語
英語、ドイツ語、フランス語などの文（定動詞節）には主語がつねに必要なので、非人称動詞、すなわち意味的に主語が不要である動詞でも、無内容の三人称単数の代名詞が必要である。
雨が降る。:
- 英: It rains.
- 独: Es regnet.
- 仏: Il pleut.

スペイン語やイタリア語では文に主語が必須ではないので、このような虚辞の主語は現れない（Llueve.（ス）／Piove.（イ））。ただしこのような非人称動詞もやはり三人称単数の形を取る。

### 目的語の it
以上に似たものとしては、他動詞の目的語を it にした慣用句 get it, take it, have it などがある。口語的なものが多い。
日本語でこれに似たものとして、目的語を「物」として行為または行為者を名詞化した「物書き」「物言い」「物思い」などの言い方がある。

### it ... that 節、it ... to 不定詞
このほかに、it ... that 節の構文、および it ... to 不定詞の構文で、it を虚辞と呼ぶことがある。英語では文頭の長い語句は好まれないので、it を主語として文頭に置き、その内容を動詞の後に示す。これを予備のitまたは形式主語と呼ぶ。

### 助動詞 do
英語の特徴として、疑問文と否定文で、それ自体は意味のない助動詞の do が動詞の代わりに現れる現象があり、この場合の do も虚辞ということができる。ただし肯定文においてあえてdoを話す場合もあり、これは虚辞ではないと考えられる。
例
- He does play the guitar.
- I do want to do it.
- She did learn it.

### There
存在を表すthere 構文では、文頭のthere は「そこに」という具体的意味を失って、存在文を示す標識となっている。(例: "There are six cars there." - 「そこには6台の車両がある」このように「そこに」の意味を表すには文末にもうひとつthereを必要とする)これは、主語の右方移動に伴い項位置に現れた虚辞とも解釈される。同じような存在文における虚辞としてはフランス語の "il y a ..." のil y、イタリア語の"c'è（=ce + è) ..."　のce、ドイツ語の"es gibt ..."のesなどがある。

## 修辞的虚辞

### 虚辞の ne
フランス語の ne は本来否定を示す語であるが、意味的に否定ではない文に現れることがあり、これを虚辞の ne という。ne はなくてもよく、意味は変わらない。これは論理的な否定ではなく、否定的な思いを表現するためと説明される。接続詞 que のあとに用いることが多い。なお通常のフランス語の否定文では ne と共に pas などの否定語を用いるが、虚辞の ne は単独で用いる。
- 比較で「そんな程度ではない」という気持ちを示す。
Il est plus rigide que vous (ne) pensez. 「彼はあなたが思うよりも頑固だ」
- 接続法で「もしかしたら」という気持ちを示す。
J'ai peur qu'elle (ne) pleure. 「彼女が泣かないか心配だ」

日本語の、「ではないかと思う」（基本的には「だろうと思う」と同じ意味だが、積極的でないことを示す）という言い方もこれに似ている。

### その他
このほか、意味のない語を付け加える修辞技法を虚辞ということもある。